# Amalie Sieveking
Amalie Wilhelmine Sieveking, född 25 juli 1794 i Hamburg, död där 1 april 1859, var en tysk filantrop och diakonissa.
Sieveking stiftade 1832 i Hamburg en kvinnoförening för fattig- och sjukvård, vilken blev till mönster för många liknande föreningar både i Tyskland och i utlandet. I sina årsberättelser (1833–1858) behandlade hon sociala frågor, men publicerade även anonymt olika betraktelser över bibliska texter. Efter hennes död utkom Denkwürdigkeiten aus dem Leben von Amalie Sieveking (1860). Hon stod inom filantropin som en av huvudrepresentanterna för den kvinnliga diakonin utanför och tidigare än diakonissanstalterna.